# Породица Принцип
Породица Принцип је породица Гаврила Принципа (1894—1918), револуционара, члана „Младе Босне” и атентатора на аустроугарског престолонаследника Франца Фердинанда, 1914. године у Сарајеву. Гаврило је био родом из села Обљај, код Босанског Грахова и имао је двојицу браће — старијег Јову и млађег Николу.
Син Гавриловог брата Јове — Слободан Принцип Сељо (1914—1942), био је учесник Народноослободилачког рата и проглашен је за народног хероја Југославије.

## Порекло породице
Породица Принцип је пореклом из околине Грахова, код Никшића. Одатле су се почетком 18. века доселили у село Полача, код Книна. Тада су своје првобитно презиме Јовићевић променили у Чеко, јер су радили у турској служби као граничари — најамници и, по обичају, сачекивали пролазнике, па су тако и добили презиме Чеко.
Из Полаче, породица се почетком 19. века преселила на другу страну Динаре у Граховско поље у село Обљај, код Босанског Грахова. Тада су презиме Чеко променили у Принцип, који је у почетку био само локални надимак за разлику од многобројних племеника исте породице. Цивилне и војничке власти су их звале Чеко, остављајући у загради њихов надимак, који је постепено прерастао у презиме.
Теорија о настанку њиховог презимена Принцип каже да је оно настало по њиховом претку Тодору, који је био богати сточарски трговац, најпознатији у целом крају. Стада својих волова је терао на продају на све стране спуштајући се чак и у венецијанску низију. Поносан и снажан ишао је увек у богатом босанском оделу са сребреним токама на прсима и на белом коњу, па су га назвали „босански принци” и „принц од Босне”. И тако од тога принц настаде презиме Принцип.
У току Босанско-херцеговачки устанка познатог као „Невесињска пушка”, од 1875. до 1878. године, учествовали су сви мушки чланови породице Принцип. Јово Принцип, Гаврилов деда, је заједно са братом Тодом био у Главном штабу устанка у Црним Потоцима, код Грмеча, који је предводио Голуб Бабић. У овом устанку учествовали су и Јовини синови — Илија и Петар, Гаврилов отац. Илија Принцип је као добар и храбар ратник, добио је од Петра Мркоњића, односно кнежевића Петра Карађорђевића, Медаљу за храброст. За време устанка, жене и деца из породице Принцип избегли су на книнску територију.

## Породица Гаврила Принципа
Родитељи Гаврила Принципа били су Петар и Марија звана Нана. Живели су скромно и сиромашно у село Обљају, код Босанског Грахова и имали тројицу синова — Јову рођеног 1887, Гаврила рођеног 1894. и Николу Нику, рођеног 1898. године.
Најстарији син Јово Принцип бавио се трговином и живео је у Хаџићима код Сарајева. Када је Гаврило завршио школу отишао је код брата у Сарајево, где је требало да пође у официрску школу, али је он то одбио и пошао најпре у трговачку школу, а потом у гимназију. Након три године школовања у Сарајеву, наставио је школовање у Тузли. Године 1912. је отишао у Београд и тамо наставио даље школовање. Након тога се неколико пута враћао из Београда у Сарајево и обратно.
Гаврилов старији брат Јово је знао за његову припадност револуционарном покрету и Младој Босни. Непосредно пред атентат на Франца Фердинанда у Сарајеву, 28. јуна 1914. године, Јово је наслућивао да ће Гаврило учествовати у некаквом догађају везаном за долазак аустроугарског престолонаследника. Послао је најмлађег брата Николу у Сарајево с намером да Гаврила наговори да пођу заједно у родно село у посету родитељима. Гаврило то није прихватио и остао је у Сарајеву и учествовао у атентату.
Након Сарајевског атентата, Гаврилов брат Јово је био ухапшен и интерниран у логор у Араду, у румунском делу Баната, а сва имовина му је била заплењена. Из логора је успео да побегне и да се прикључи српској војсци на Солунском фронту. Након Првог светског рата наставио је да се бави трговином у Сарајеву, а био је и народни посланик.
Млађи брат Никола је након рата студирао медицину у Грацу. Потом је радио као лекар у Чапљини. На почетку Другог светског рата, 1941. године убиле су га усташе.

## Потомци

### Потомци Јове Принципа
Гаврилов старији брат Јово Принцип је у браку са супругом Аном имао петоро деце — три ћерке и двојицу синова:
- Славојка је била најстарији ћерка Јове Принципа. Умрла је млада, због компликација у трећој трудноћи. Имала је двоје деце — сина Слободана, који живи у Београду и ћерку Весну, која живи у Питсбургу у САД.[3]
- Вукица је била друга ћерка Јове Принципа. Удала се за Ибру Латифића (1917—2008), који је био директор републичког Завода за статистику СР Босне и Херцеговине и живели су најпре у Сарајеву, а онда су се преселили у Београд, где је њен муж био директор Савезног завода за статистику СФР Југославије. Имали су троје деце — ћерку Јасну и синове Горана и Зорана.[3]
- Брана је била трећа ћерка Јове Принципа. Удала се за Милована Бату Пејановића, официра УДБЕ који је био један од организатора хапшења Николе Калабића и Драже Михаиловића, крајем 1945. и почетком 1946. године, а касније је био председник Врховног суда Србије. Имали су сина Слободана.[3]
- Гаврило је био старији син Јове Принципа. На почетку Другог светског рата је покушао да се из окупираног Сарајева пребаци у Београд. У Босанском Броду су га усташе скинуле са воза и одвеле у непознатом правцу.[3]
- Слободан је био млађи син Јове Принципа. Током студија на Техничком факултету у Београду, прикључио се револуционарном студентском покрету и постао члан КП Југославије. Године 1941. је био један од организатора устанка на Романији, а потом и члан Главног штаба НОП одреда БиХ. Умро је 25. априла 1942. од тифуса. Проглашен је за народног хероја.[4]

### Потомци Николе Принципа
Гаврилов млађи брат Никола Принцип је у браку са супругом Миром имао двојицу синова:
- Боривој је био један од синова Николе Принципа. Он је у браку са супругом Слободанком имао двојицу синова Сашу и Бранислава. До смрти је живео у Панчеву, где је као инжењер радио у „Азотари”. Његов старији син Саша живи у Канади, а млађи Бранислав у Панчеву.[5][6]

## Породично стабло
- Петар (1860—1940) и Марија (1860—1945)
  - Јово (1887—?) и Ана
    - Славојка
      - Слободан
      - Весна

    - Вукица и Ибро Латифић (1917—2008)
      - Јасна
      - Горан
      - Зоран

    - Брана и Милован Бата Пејановић
      - Слободан

    - Гаврило
    - Слободан Сељо (1914—1942)

  - Гаврило (1895—1918)
  - Никола (1898—?) и Мира
    - Боривој и Слободанка
      - Саша
      - Бранислав